# No You Girls
No You Girls is een nummer van de Schotse indierockband Franz Ferdinand uit 2009. Het is de tweede single van hun derde studioalbum Tonight: Franz Ferdinand.
De tekst van "No You Girls" gaat over jongens en meisjes die met elkaar dansen en totaal onattent met elkaar omgaan. Het nummer werd een bescheiden in thuisland het Verenigd Koninkrijk, waar het de 22e positie bereikte. In Nederland flopte het nummer echter met een 95e positie in de Single Top 100.